# Radio Uno (Colombia)
Radio Uno es una cadena de radio colombiana propiedad de RCN Radio. Su programación se encuentra disponible a nivel nacional por medio de 30 emisoras presentes en FM. Su programación se compone de música popular, vallenato y tropical. En algunas estaciones, la programación musical varía dependiendo de la región: en la región caribeña, las emisoras de la cadena emiten champeta, mientras que en ciudades como Pasto y Popayán, Radio Uno emite tecno cumbia peruana, ecuatoriana y argentina.
Su emisora principal se encuentra en Bogotá, la cual transmite en la frecuencia 88.9 MHz de la Banda FM y en la frecuencia 970 kHz de la Banda AM.

## Historia
La estación inició sus emisiones el 11 de octubre de 1983 originalmente como una estación cuya programación exclusiva era el vallenato. Transmitió inicialmente en la frecuencia 1340 kHz de la banda AM de Bogotá. El 1 de octubre de 2005, comenzó sus emisiones en FM en la frecuencia 88.9 MHz en reemplazo de La Super Estación. Esta última fue una emisora de música juvenil y alternativa de los años 80 e inicios de los 90; propiedad de la Familia Pava Camelo, estos habían puesto en alquiler la estación a RCN Radio. 
Con el paso del tiempo, Radio Uno modificaba su estilo y programación: la emisora añadió diferentes géneros a la oferta musical, hasta finalmente enfocarse en la música popular colombiana. Emite también géneros como la cumbia, la salsa y el merengue. Las estaciones que conforman la cadena, además, emiten no solo géneros de popularidad regional dependiendo de la ubicación, sino también noticias de interés, clasificados y actividades y publicidad de índole local. 
Los programas más relevantes de la cadena son Las Mañanas de Uno, Nos cogió la noche, El vacilón de la tarde, Una hora feliz, La maquina del tiempo, La Hora loca, entre otros.

## Frecuencias
| Ciudad          | Frecuencia | Código de identificación |
| --------------- | ---------- | ------------------------ |
| Armenia         | 107.7 FM   | HJO80                    |
| Barbosa         | 98.2 FM    | HJB48                    |
| Barrancabermeja | 98.7 FM    | HKA24                    |
| Barranquilla    | 95.6 FM    | HJH35                    |
| Bogotá          | 88.9 FM    | HJHR                     |
| Bogotá          | 970 AM     | HJCI                     |
| Buenaventura    | 101.1 FM   | HJEP                     |
| Buga            | 106.1 FM   | HJB77                    |
| Cali            | 100.5 FM   | HJC75                    |
| Caucasia        | 91.3 FM    | HJG35                    |
| Cúcuta          | 91.7 FM    | HJBE                     |
| Fredonia        | 91.3 FM    | HJB88                    |
| Fusagasugá      | 103.3 FM   | HJB53                    |
| Girardot        | 93.6 FM    | HJB58                    |
| Ibagué          | 88.3 FM    | HJRJ                     |
| La Ceja         | 97.3 FM    | HJYJ                     |
| Lorica          | 91.7 FM    | HJB56                    |
| Sincelejo       | 91.7 FM    | HJB56                    |
| Manizales       | 95.7 FM    | HJRV                     |
| Medellín        | 93.9 FM    | HJSX                     |
| Neiva           | 90.3 FM    | HJPE                     |
| Ocaña           | 100.3 FM   | HJWI                     |
| Pasto           | 94.1 FM    | HJRC                     |
| Pereira         | 94.7 FM    | HJGF                     |
| Popayán         | 100.1 FM   | HJXS                     |
| Riohacha        | 93.7 FM    | HJVF                     |
| San Andrés      | 100.5 FM   | HJN25                    |
| Sevilla         | 105.6 FM   | HJQ63                    |
| Sogamoso        | 106.1 FM   | HJI22                    |
| Tunja           | 102.1 FM   | HJI31                    |
| Valledupar      | 100.7 FM   | HJC26                    |
| Villa de Leyva  | 91.3 FM    | HJD93                    |
| Villapinzón     | 103.3 FM   | HJB60                    |
| Villavicencio   | 98.3 FM    | HJQY                     |

El 6 de julio de 2016, la emisora comenzó a emitir por televisión digital terrestre (TDT) en el subcanal virtual 15.7.

### Frecuencias anteriores
| Ciudad             | Frecuencia           | Código de identificación | Notas |
| ------------------ | -------------------- | ------------------------ | --- |
| Barranquilla       | 1460 AM (1995-1999)  | HJVH                     | En 1999 la frecuencia fue devuelta al estado. |
| Barranquilla       | 99.1 FM (2008-2011)  | HJEX                     | En 2011 fue reemplazada por Rumba Estéreo y Radio Uno pasa a la frecuencia 95.6 FM.                                                                    |
| Bogotá             | 1340 AM (1983-2005)  | HJFB                     | Hasta el 1 de octubre de 2005 cambio a Fiesta AM y Radio Uno pasó al dial de los 88.9 FM                                                               |
| Bucaramanga        | 1180 AM (1994-1999)  | HJGK                     | |
| Bucaramanga        | 106.7 FM (2008-2025) | HJYC                     | Hasta el 31 de julio de 2025 fue reemplazada por La FM Plus                                                                                            |
| Buenaventura       | 1340 AM (2008-2012)  | HJIS                     | |
| Buga               | 106.1 FM (2001-2005) | HJB77                    | En 2005 fue reemplazada por la emisora Fiesta. El 4 de agosto de 2025 regresa a la frecuencia dial después de 20 años tras el cierre de Fiesta Estéreo |
| Cartagena          | 102.5 FM (2017-2019) | HJMW                     | El 11 de mayo de 2019 fue remplazada por Rumba Estéreo.                                                                                                |
| Caucasia           | 1350 AM (1994-2019)  | HJLO                     | |
| El Espinal         | 1050 AM (1998-2005)  | HJFZ                     | Hasta 2005 cambió a Fiesta y en 2008 le da paso a La Cariñosa.                                                                                         |
| Florencia          | 1440 AM (2010-2019)  | HJIB                     | |
| Girardot           | 1320 AM (1994-2008)  | HJNV                     | |
| La Dorada (Caldas) | 1080 AM (2008-2019)  | HJJS                     | |
| Manizales          | 99.7 FM (2008-2010)  | HJB65                    | El viernes 22 de enero del 2010 fue reemplazada por La FM                                                                                              |
| Montería           | 1220 AM (Hasta 2024) | HJAV                     | |
| Santa Marta        | 106.9 FM (2008-2012) | HJM96                    | En 2012 fue remplazada por Rumba Estéreo y Radio Uno pasó a la frecuencia 1350 AM.                                                                     |
| Santa Marta        | 1350 AM (2012-2023)  | HJOA                     | |
| Tuluá              | 1560 AM (1998-2003)  | HJLP                     | |
| Villavicencio      | 104.3 FM (2008-2010) | HJXY                     | |